# For Your Sweet Love
For Your Sweet Love – studyjny album muzyczny amerykańskiego piosenkarza Ricky’ego Nelsona wydany w 1963 roku. Był to pierwszy album Nelsona wydany przez wytwórnię Decca Records.

## Utwory
| A1 | For Your Sweet Love                        | 2:18 |
| A2 | Gypsy Woman                                | 2:25 |
| A3 | You Don’t Love Me Anymore (And I Can Tell) | 2:00 |
| A4 | Everytime I See You Smiling                | 2:20 |
| A5 | Pick Up The Pieces                         | 2:05 |
| A6 | String Along                               | 2:14 |
| B1 | One Boy Too Late                           | 2:06 |
| B2 | Everytime I Think About You                | 2:10 |
| B3 | Let's Talk The Whole Thing Over            | 1:56 |
| B4 | I Got a Woman                              | 2:22 |
| B5 | What Comes Next?                           | 2:15 |
| B6 | I Will Follow You                          | 2:25 |